# M.IV Boemches
Das k.u.k. M.IV Boemches war ein Prallluftschiff mit drei abgeschotteten Traggaskammern mit je einem Ballonett. Seine Erstfahrt fand am 16. April 1912 in Fischamend statt. Das auch „System Boemches“ bezeichnete Luftschiff wurde nach dem Entwurf von Friedrich Boemches gefertigt. Der dem Pionier-Bataillon zugehörige Hauptmann hatte das M.IV in Auftrag gegeben, nachdem er bei der Jagdausstellung 1910 in der Rotunde des Wiener Prater einen Prototyp vorstellte. Das M.IV Boemches sollte in der Stagl-Mannsbarth-Luftschiffhalle der Militär-Aëronautischen Anstalt Fischamend stationiert werden. Hauptmann Boemches schenkte das sechs Besatzungsmitgliedern Platz bietende Luftschiff dem k.u.k. Kriegsministerium.

## Technische Daten
| Kenngröße              | Daten                                                                        |
| ---------------------- | ---------------------------------------------------------------------------- |
| Hersteller             | Konsortium österreichischer Firmen                                           |
| Länge                  | 57,5 m                                                                       |
| Durchmesser            | 9 m                                                                          |
| Traggasinhalt          | 2750 m³                                                                      |
| Maximalgeschwindigkeit | 42 km/h                                                                      |
| Reisegeschwindigkeit   | 40 km/h                                                                      |
| Gipfelhöhe             | 1200 m                                                                       |
| Reichweite             | 400 km                                                                       |
| Motorisierung          | 2 Körting zu 36 PS (26 kW) mit zwei zweiflügeligen Luftschrauben mit ø 3,4 m |

## Trivia
Das M.IV Boemches war das vierte und letzte Luftschiff im Besitz der k.u.k. Luftschifferabteilung. Diese konnte das geschenkte Luftschiff nicht in ihre reduzierten Aufgaben integrieren. 1911 war die Entscheidung gefallen, der Flugzeugentwicklung den Vorrang einzuräumen. Seine Ballonhülle fand im Freiballon „Fischamend“ Wiederverwendung. Sie verbrannte vollständig, nachdem sich das Ballongas bei einer seiner ersten Auffahrten entzündete.